# SV Waren 09
SV Waren 09 is een Duitse voetbalclub uit Waren, Mecklenburg-Voor-Pommeren.

## Geschiedenis
De club werd in 1909 opgericht als Warener FC 1909. Voor de Tweede Wereldoorlog speelde de club geen rol van betekenis. Na de oorlog werd de club heropgericht als SG Waren. Tot midden jaren vijftig veranderde de club enkele keren van naam, eerst Empor/Bau Waren en vanaf 1958 BSG Lok Waren-Rethwisch. In 1960 promoveerde de club naar de II. DDR-Liga en speelde daar tot deze ontbonden werd in 1963. In 1966 werd de naam BSG Verkehrsbetriebe Waren aangenomen. In 1972 promoveerde de club voor het eerst naar de DDR-Liga, maar werd daar laatste en degradeerde meteen weer.
Na de Duitse hereniging werd de huidige naam aangenomen. In 2012 promoveerde de club naar de Oberliga, maar degradeerde weer na één seizoen. Echter kon de club ook na één seizoen opnieuw promoveren. In 2015 werd de club elfde op zestien maar koos er om financiële redenen vrijwillig voor om zich terug te trekken uit de competitie. De club ging terug van start in de Landesklasse, de achtste klasse. 